# Carlo Ederle

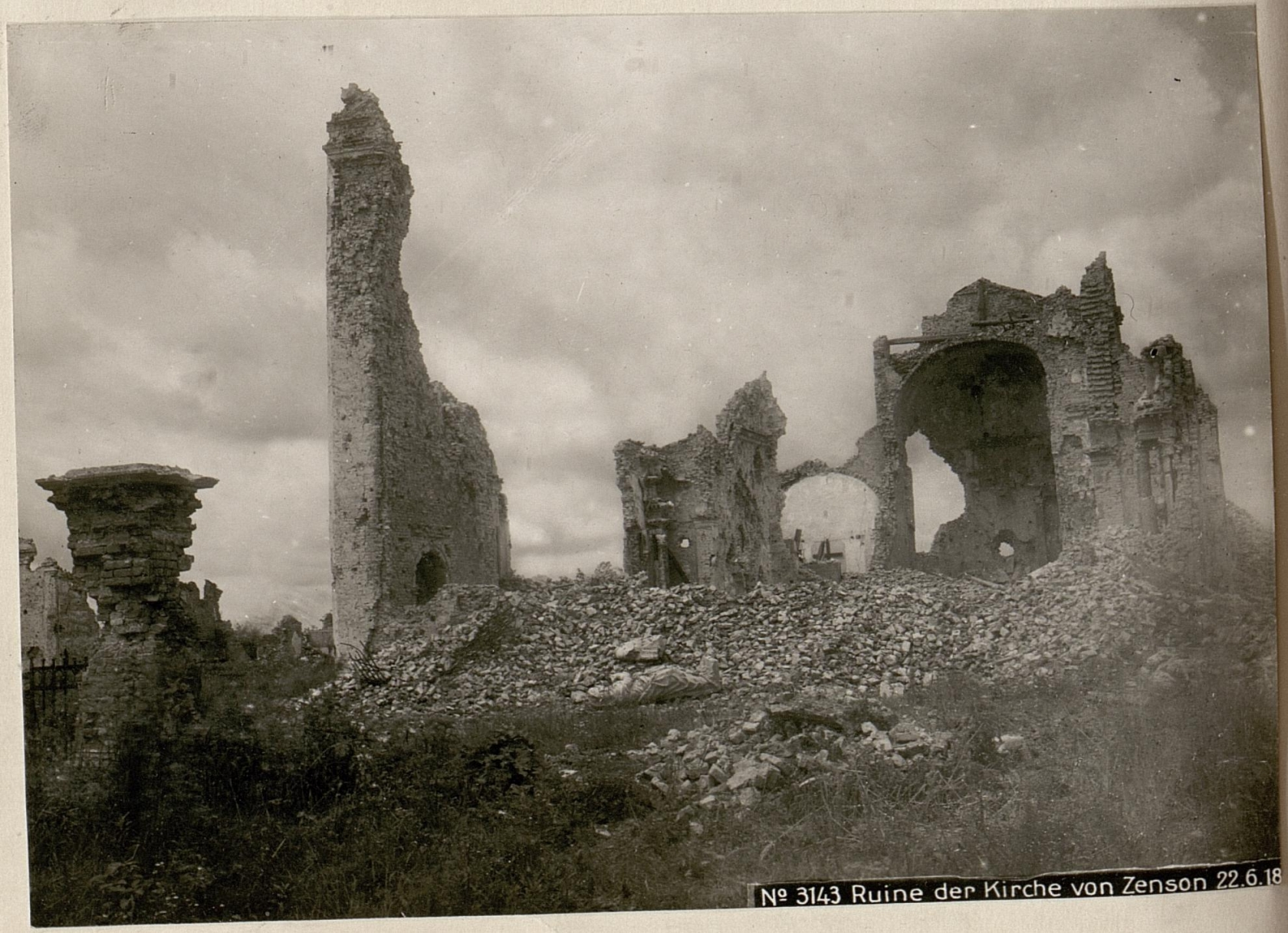
De kerk van Zenson di Piave in puin geschoten (1918). Militair archief van Oostenrijk.

Carlo Ederle (Verona, 29 mei 1892 – Zenson di Piave, 4 december 1917) was een militair ingenieur. Majoor Ederle sneuvelde in het Koninklijk Italiaans Leger tijdens de Eerste Wereldoorlog.

## Levensloop
Ederle studeerde aanvankelijk voor ingenieur aan de Universiteit van Padua. Hij schakelde over naar de studie voor militair ingenieur aan de Koninklijke Militaire Academie van Turijn. Hij studeerde af in 1912. In 1913 werd hij bevorderd tot luitenant. Hij bleef aan de Academie als docent militaire technieken en ballistiek. Hij publiceerde over de verdediging van het koninkrijk Italië in het Alpengebied; daarnaast publiceerde hij over de marinehavens La Spezia en Venetië.
Toen Italië in 1915 de Eerste Wereldoorlog inging, deed Ederle experimenten van artillerie in de provincie Turijn, dus niet aan het front met Oostenrijk-Hongarije. Op zijn vraag werd hij overgeplaatst naar het front in Friuli. Ederle werd ingeschakeld als een commando met verkenningsopdrachten in het Karstgebergte aldaar. Door zijn inzet bij de infanterie ontving hij drie Zilveren medailles voor Dapperheid. Ederle werd bevorderd tot majoor (1917) en bovendien vereerd met het Franse Oorlogskruis met Palm. Hij geraakte verzeild bij de zware gevechten tussen Oostenrijkers en Italianen aan de rivier Piave. In Zenson sul Piave sneuvelde hij. 
Postuum verleende koning Victor Emmanuel III van Italië hem de Gouden medaille voor Dapperheid. De universiteit van Padua verleende hem postuum een eredoctoraat omdat hij tijdens de oorlogsjaren nog enkele technologie-examens had weten af te leggen.